# Moros (mitologia grega)
Moros (en grec antic: Μόρος 'el destí'), va ser, segons la mitologia grega, una divinitat, fill de Nix. És la personificació de la fatalitat imminent.
Relacionat amb el destí dels mortals, pròpiament, s'encarregava d'assenyalar l'hora de la seua mort. També es deia que Moros donava a la gent la capacitat de preveure la seva mort. El seu equivalent romà era Fatum.
Els autors romans suggereixen que Moros era fill d'Èreb, el déu primordial de la foscor. Però la Teogonia d'Hesíode diu que Nix el va parir ella mateixa sense concurs de cap pare, juntament amb altres fills.
Era germà de les Moires, i de les Cers, i també de Tànatos, el geni masculí que personificava la mort.